# Tam White
Tam White (* 12. Juli 1942 in Edinburgh, Schottland; † 21. Juni 2010 ebenda; eigentlich: Thomas Bennett Sim) war ein schottischer Blues- und Jazz-Sänger. Er war außerdem als Schauspieler zu sehen.

## Leben
Tam White wuchs als Sohn eines Lastwagenfahrers und einer Putzfrau auf. Er wohnte über dem Pub White Hart Inn in Grassmarket. Schon in seiner Familie musikalisch geprägt, sang er bereits in der Secondary School in verschiedenen Aufführungen und bewarb sich an der Edinburgh Opera Company.
White kam dann in Berührung mit populärer Musik und begann in einer Skiffle-Gruppe zu singen. Sein Geld verdiente er sich jedoch zunächst als Steinmetz. Anfang der 1960er begann er in einigen anderen Gruppen zu singen. 1964 zog er mit den Boston Dexters nach London, da diese einen Plattenvertrag bei EMI erhalten hatten. Als zwei Singles floppten, ließ EMI sie wieder fallen. Mit der Gruppe The Buzz hatte er ebenfalls kaum Erfolg und konzentrierte sich auf eine Solokarriere. Mit Decca Records nahm er einige Singles und ein Album auf. In den 1970ern war er Moderator einer schottischen Varieté-Show für Scottish Television (STV). Er war zudem der erste Künstler, der je bei Top of the Pops auftrat. Sein Lied What In the World’s Come Over You hatte sich überraschend in den UK Top 40 platziert. Nach einer trotzdem eher erfolglosen Karriere widmete er sich wieder dem Steinmetz-Handwerk.
1980 kehrte er als Blues- und Jazz-Sänger zurück. Er spielte unter anderem mit Boz Burrell (ex-Bad Company) und Fraser Speirs und hatte regelmäßige Auftritte in Ronnie Scotts Jazz Club in London. 1987 übernahm er die Gesangparts von Robbie Coltrane in der sechsteiligen Fernsehserie Tutti Frutti. Er spielte danach einige kleine Nebenrollen in diversen Fernsehserien. Einen größeren Auftritt hat er als schottischer Clananführer in Mel Gibsons Braveheart. Anschließend konzentrierte er sich wieder auf seine Gesangskarriere, spielte aber weiterhin Nebenrollen. Er nahm Alben mit dem Scottish National Jazz Orchestra, Brian Kellock und seinen eigenen Bands auf.
Im August 2010 sollte er auf dem Edinburgh Jazz & Blues Festival auftreten, erlag jedoch am 21. Juni 2010 einem Herzinfarkt.

## Filmografie (Auswahl)
- 1993: The Lodge (Fernsehserie, sechs Folgen als „Jock“)
- 1995: Braveheart (Braveheart)
- 1995: Die Piratenbraut (Cutthroat Island)
- 2003: Man Dancin’
- 2003–2004: EastEnders (EastEnders) (Fernsehserie, drei Folgen als „Tony“)